# Macromitrium aurantiacum
Macromitrium aurantiacum är en bladmossart som beskrevs av Jean Édouard Gabriel Narcisse Paris och Brotherus 1907. Macromitrium aurantiacum ingår i släktet Macromitrium och familjen Orthotrichaceae. Inga underarter finns listade i Catalogue of Life.